# Antonio Acosta Rivera
Antonio Acosta Rivera, conegut com a Acosta, (Madrid, 22 de novembre de 1971) és un exfutbolista madrileny, que jugava com a migcampista. Va ser internacional sub-21 amb Espanya.

## Trajectòria
Acosta va començar a destacar al RSD Alcalá de la localitat madrilenya. Va ser captat per l'Atlètic de Madrid, i va militar al filial la temporada 91/92. A l'any següent debuta amb els matalassers a primera divisió, jugant 4 partits.
Als anys següents recala a diferents equips de Primera i Segona Divisió, però sense massa èxit: UE Lleida i Cadis CF la temporada 93/94, CD Logroñes la temporada 94/95 i Sestao la temporada 95/96. L'estiu de 1996 fitxa pel Getafe CF, de la Segona Divisió B.
La temporada 97/98 marxa a Bèlgica, al Royal Amberes, on roman dues temporades. De nou a l'estat espanyol, milita en equips de la Tercera madrilenya, com el Carabanchel i l'Alcalá una altra vegada, on es retira el 2001, amb 32 partits a la primera divisió.